# Stenger Gizella
Stenger Gizella (Makó, 1924. szeptember 14. – Makó, 2009. augusztus 7.) magyar pedagógus.

## Életpályája
Szülei: Stenger István (1891–1942) kőfaragó és Égető Lídia (1892–1971) voltak. A kereskedelmi iskola elvégzése után egyetemre került. 1946-tól a Szegedi Egyetem magyar-német szakos hallgatója volt, ahol Sík Sándor, Halász Előd, Bognár Cecil Pál, Mester János, Klemm Antal, Hermann István Egyed oktatták. 1951–1984 között a Makói József Attila Gimnázium törtémelem-magyar szakos tanára volt. 1956-ban vélemény-nyilvánításával nagy tiszteletet szerzett magának. 1984-ben nyugdíjba vonult.
Makón, a Hédervári u. 28. alatt lakott; a temető mellett. Sírja Makón, a belvárosi református temetőben található. Hagyatékát a Csanád Vezér Alapítvány gondozza.

## Díjai
- Szocialista Kultúráért érdemérem (1977)[5]
- Makó Város Nevelésügyéért kitüntető cím (2005)

## Emlékezete
- 2010-ben létrehozták a Stenger Gizella Alapítványi díjat az Erdei Ferenc tagintézményben, mellyel az eredményes dikákokat jutalmazzák.
- 2014. június 17-én emléktáblát avattak tiszteletére Makón, a Návay Lajos Kereskedelmi Szakképző Iskola és Kollégium épületében.